# Alan McCormack
Alan McCormack (* 18. August 1956 in Carrick-on-Suir) ist ein ehemaliger irischer Radrennfahrer und nationaler Meister im Radsport.

## Sportliche Laufbahn
McCormack war Straßenradsportler und Teilnehmer der Olympischen Sommerspiele 1976 in Montreal, wo er neben Oliver McQuaid einer von zwei irischen Radrennfahrern war.  Im olympischen Straßenrennen schied er aus. 1974 gewann er eine Etappe der Irland-Rundfahrt und der Tour of Essex. 1975 siegte er in der Tour of York. 1976 gewann er die nationale Meisterschaft im Straßenrennen und im Einzelzeitfahren vor Brian McNally.
1977 wurde McCormack Berufsfahrer. Im Rennen Rás Tailteann 1979 holte er einen Etappensieg und gewann die Bergwertung, 1980 gewann er zwei Etappen. Ab 1985 startete er für US-amerikanische Radsportteams und gewann eine Reihe von Rennen in den USA und Kanada.
1985, 1986 und 1987 gewann er eine Etappe im Coors Classic, 1988 gelangen ihm zwei Tageserfolge. In der Vuelta a España 1978 wurde er 55. Im Profirennen der Straßenradsport-Weltmeisterschaften 1985  wurde er 66., 1986 und 1987 schied er aus 
McCormack wurde amerikanischer Staatsbürger und zog nach Boulder (Colorado), wo er in einer Fensterreinigungsfirma eine Arbeit aufnahm.